# دیمیتری لاریونوف
دیمیتری لاریونوف (روسی: Дмитрий Олегович Ларионов؛ زادهٔ ۲۲ december ۱۹۸۵ (۳۹ سال)) ورزشکار اهل روسیه است.
وی در مسابقات کشوری و بین‌المللی در مجموع برندهٔ ۲ مدال برنز شده‌است.